# Isztebne
Isztebne (szlovákul Istebné) község Szlovákiában, a Zsolnai kerületben, az Alsókubini járásban.

## Fekvése
Alsókubintól 5,5 km-re nyugatra fekszik.

## Története
A régészeti leletek tanúsága szerint területén a bronzkorban a hallstatti kultúra megerősített települése, majd később a puhói kultúra települése állt.
A falu a 14. században keletkezett, 1316-ban „Iztebna” alakban említik először. 1382-ben „Istebnek”, 1444-ben „Istebna”, 1475-ben „Isztebne”, néven említik. A 18. század közepéig a Dávid, később a Csillaghy család tulajdonában állt.
A 18. század végén Vályi András így ír róla: „ISZTEBNYE. Tót falu Árva Várm. földes Ura Rakovszky, és több Uraságok, lakosaik katolikusok, és Lutheránusok, fekszik Velitsnához nem meszsze, és Revisnyéhez hasonlító, határja jó, és szép erdeji vagynak.”
1804-től az Ambrózy család birtoka volt. 1828-ban 87 házában 695 lakos élt, akik főként mezőgazdasággal foglalkoztak.
Fényes Elek 1851-ben kiadott geográfiai szótárában így ír a faluról: „Isztebne, tót falu, Árva vmegyében, az Árva jobb partján: 80 kath., 590 evang., 25 zsidó lak. Evang. anyatemplom. F. u. Kubinyi, Ambrózy s a t. Ut. p. Rosenberg.”
A 20. század elején téglagyár üzemelt itt. A trianoni diktátumig Árva vármegye Alsókubini járásához tartozott.
1952-ben vasmű kezdte meg termelését a községben.

## Népessége
| Év:            | 1994. | 2004.   | 2014.   | 2024.   |
| -------------- | ----- | ------- | ------- | ------- |
| Emberek száma: | 1473  | 1430    | 1347    | 1286    |
| Eltérés:       |       | -2,91 % | -5,80 % | -4,52 % |

| Év:            | 2023. | 2024.   |
| -------------- | ----- | ------- |
| Emberek száma: | 1301  | 1286    |
| Eltérés:       |       | -1,15 % |

1910-ben 411, túlnyomórészt szlovák anyanyelvű lakosa volt.
2001-ben 1454 lakosából 1435 szlovák volt.
2011-ben 1361 lakosából 1314 szlovák volt.

## Nevezetességei
- Evangélikus fatemploma, a vármegye egyik artikuláris templomaként 1681-ben épült. Szószéke 1686-ból, oltára 1698-ból, orgonája 1768-ból származik. 1730-ban bővítették. Festményei a 18. század első feléből származnak. Különálló harangtornya van, melyet a 19. század első felében építettek. 1985-ben megújították, berendezése eredeti.
- Barokk kastélyát a 18. század második felében a Csillaghy család építtette. Ma gyermekek házaként működik.

## Híres személyek
- Itt született 1841-ben Peter Matúška ügyvéd, országgyűlési képviselő.
- Itt született 1843-ban Szmrecsányi Szmrecsányi István (1843-1917) császári és királyi kamarás, valóságos belső titkos tanácsos, vezérőrnagy.
- Itt született 1853-ban Csillaghy József Sámuel Károly Árva vármegye főispánja, a Lipót-rend lovagja, nagybirtokos.
- Itt hunyt el 1894-ben Csillaghy József 1875–1890 között Árva vármegye alispánja, országgyűlési képviselő, 1848-as huszártiszt.
- Itt tanult Szeberényi János (1780–1857) a Bányai evangélikus egyházkerület püspöke 1834-től 1850-ig.
- Itt is ásatott Kubinyi Miklós (1840–1937) földbirtokos, táblabíró, jogász, történész, régész, gyűjtő, heraldikus.
- Itt is ásatott Pavol Čaplovič (1917–1994) tanár, régész.
- Itt szolgált Ján Miloslav Hroboň (1859–1914) szlovák evangélikus lelkész, nyelvész, folkloritsta, régész.

## Külső hivatkozások
- Községinfó
- Isztebne Szlovákia térképén
- Alapinformációk
- Képek a templomról
- Képek a faluról
- Képek a faluról
- E-obce.sk Archiválva 2008. október 5-i dátummal a Wayback Machine-ben